# Katie Rox
Katie Rox, pseudonimo di Katie Biever (Airdrie, ...), è una cantante canadese.
In passato usava lo pseudonimo di Katie B.

## Biografia
Iniziò la sua carriera eseguendo i controcanti per artisti come Mandy Moore e Alexz Johnson. Successivamente entra nella band Jakalope come cantante. Con la band registrò due album tra il 2004 e il 2006. Nel 2007 lasciò la band e iniziò una carriera da solista.
Dopo aver cambiato nome d'arte in "Katie Rox", pubblicò il suo primo album da solista, High Standards, il 15 gennaio 2008. Seguirono Searchlight (2009), Pony Up (2011) e Paper Airplanes (2014). Nel 2010 collabora con Sébastien Lefebvre, chitarrista dei Simple Plan con cui stringe amicizia durante un tour nel 2009, all'EP Christmas Etc. Nel 2011 presta la sua voce per alcuni cori nel quarto album dei Simple Plan Get Your Heart On!.

## Discografia

### Da solista
Album in studio
- 2008 – High Standards
- 2009 – Searchlight
- 2011 – Pony Up
- 2014 – Paper Airplanes

EP
- 2010 – Christmas Etc (con Sébastien Lefebvre)

### Con i Jakalope
- 2004 – It Dreams
- 2006 – Born 4